# Gérard Hermet
Pour les articles homonymes, voir Hermet.
Gérard Hermet est un maître verrier français né en 1937 à Saint-Geniez-d'Olt en Aveyron. Décédé le 19 août 2025 à Yerres dans l'Essonne.

## Repères biographiques
Diplômé de l'École nationale supérieure des arts appliqués et des métiers d'art en 1959, Gérard Hermet installe tout d'abord son atelier à Paris, puis à Épinay-sous-Sénart dans le département de l'Essonne.
En 1973, après la mort de François Lorin en 1972, il rachète, en association avec Jacques et Mireille Juteau, les ateliers Lorin, fondés à Chartres en 1863.

## Liste de réalisations
(Cette liste est à compléter.)

### Eure-et-Loir
- Église Saint-Martin de Garnay, 1977[2].

### Autres départements
| Site                                              | Commune            | Département | Région                  | Dates     | Nombre de verrières | Commentaires                                                             | Numéros de baies | Wikimedia Commons Base Palissy Sites externes |
| ------------------------------------------------- | ------------------ | ----------- | ----------------------- | --------- | ------------------- | ------------------------------------------------------------------------ | ---------------- | --------------------------------------------- |
| Abbaye de la Sainte-Trinité de Morigny (ancienne) | Morigny-Champigny  | Essonne     | Île-de-France           | 1974      | 3                   | Atelier Lorin-Hermet-Juteau : restauration de vitraux Lorin de 1868      | 0 à 2            | Notice no IM91000615                          |
| Église Saint-Bénigne                              | Pontarlier         | Doubs       | Bourgogne-Franche-Comté | 1974-1975 | 16                  | Gérard Hermet et Mireille Juteau, d'après les cartons d'Alfred Manessier | 1 à 16           | Photos sur Commons Notice no IM25001732       |
| Église Saint-Ferdinand-des-Ternes                 | 17e arrondissement | Paris       | Île-de-France           | 1987      | 1                   | Signature Gérard Hermet, chapelle du Saint-Sacrement                     |                  | Photo sur Commons                             |